# Fort Fetter
Fort Fetter es un lugar designado por el censo ubicado en el condado de Blair en el estado estadounidense de Pensilvania. En el Censo de 2020 tenía una población de 175 habitantes y una densidad poblacional de 875 habitantes por km². Fue incluido como CDP en el censo de 2020.

## Geografía
Fort Fetter se encuentra ubicado en las coordenadas 40°25′48″N 78°24′15″O / 40.43000, -78.40417. Según la Oficina del Censo de los Estados Unidos,  tiene una superficie total de 0,20 km², todos correspondientes a tierra firme.